# Alexsander Freitas
Alexsander Freitas (Río de Janeiro, 10 de noviembre de 1974) es un actor pornográfico brasileño/italiano que aparece en películas pornográficas y revistas gays. Trabajó como entrenador personal en tres grandes gimnasios en Los Ángeles por más de dos años, y luego comenzó a hacer sesiones privadas, mientras competía y ganaba competencias de fisicoculturismo. También trabajó como modelo de fotografía y siempre tuvo el deseo de convertirse en estrella porno. En 2008, él comenzó haciendo más sesiones fotográficas y videos en solitario, y en 2009 rodó su primera película porno para Mustang Studios. En 2010 Raging Stallion Studios comenzó a filmar con él y apareció en las películas más importantes del estudio durante ese año. 
Freitas también ha trabajado como Lucas Entertainment, Hot House Entertainment, Men at Play y muchos más. Actualmente está planeando lanzar su propio estudio en línea.

## Filmografía
- 2011 F*ck! (Lucas Entertainment)
- 2011 Man Up (Mustang Studios)
- 2010 Hole Busters (Hot House Entertainment)
- 2010 Brutal (Raging Stallion Studios)
- 2010 Sex Addict (Lucas Entertainment)
- 2010 Auditions 36: Pounded (Lucas Entertainment)
- 2010 My Brother's Hot Friend 8 (Suite703)
- 2010 Steamworks (Raging Stallion Studios)
- 2010 Major Asshole (Hot House Entertainment)
- 2010 Muscle & Ink (Raging Stallion Studios)
- 2010 I'm a Married Man 2 (Suite703)
- 2010 Hard Friction 2 (Titan Media)
- 2010 Tales of the Arabian Nights (Raging Stallion Studios)
- 2010 Diamond Auto (Raging Stallion Studios)
- 2009 Adrenaline (Mustang Studios)

## Videografía
- 2011 MenAtPlay.com – Compañero de escena: Dean Monroe
- 2010 ButchDixon.com – Compañero de escena: Dean Monroe
- 2010 MyBrothersHotFriend.com – Compañero de escena: Landon Mycles
- 2010 MenHardatWork.com – Compañero de escena: Micah Andrews
- 2010 MenOver30.com - Compañero de escena: David Scott
- 2010 DivineBitches.com – Compañero de escena: Isis Love
- 2010 ManAvenue.com – Compañero de escena: Ari Silvio
- 2010 ParagonMen.com – Foto en solitario
- 2010 Papithugz.com – Video en solitario
- 2010 ImAMarriedMan.com – Compañero de escena: Kevin Cavallie
- 2010 Perfectguyz.com – Video en solitario
- 2010 MarkWolff.com – Foto y video en solitario
- 2010 JockButt.com – Foto y video en solitario